# Gottfried Hermann
Johann Gottfried Jakob Hermann (1772-1848) (* Leipzig, 28 de Novembro de 1772 † Leipzig, 31 de Dezembro de 1848) foi filólogo clássico alemão. Em 1819, fundou a Sociedade grega, e contribuiu fortemente com esta instituição, através de suas aulas e seus escritos, objetivando o progresso da filologia. Foi autor de inúmeras obras de filologia clássica.

## Publicações
- De metris poetarum graecorum et romanorum (Leipzig, 1796)
- Handbuch der Metrik (1798)
- De emendanda ratione Graecae grammaticae (Leipzig, 1801)
- De praecipuis graecae dictionis idiotismis liber (por volta de 1802)
- Peças de Eurípides
- As Nuvens de Aristófanes, 1799
- Elementa doctrinae metricae (por volta de 1816)
- Trinummus de Plauto
- Poëtica de Aristóteles
- Orphica (1805)
- Hinos de Homero (1806)
- Lexicon de Fócio de Constantinopla, 1808
- Hermann concluiu a edição de Sófocles iniciada pelo filólogo alemão Karl Gottlob August  Erfurdt (1780-1813)
- Epitome doctrinae metricae (por volta de 1818)
- Rezension des Äschylos (Revisão das Eumênidas de Ésquilo)